# 8 cm Granatwerfer 34
El morter 8 cm Granatwerfer 34 (abreviat com a: 8 cm GrW 34) era el morter estàndard de l'exèrcit alemany (Wehrmacht) durant la Segona Guerra Mundial. Tenia molt bona reputació per la seva punteria i ràpida tassa de foc.

## Història
L'arma tenia un disseny convencional i podoa ser dividit en tres parts (el canó, el bípode i la base) per a transportar-lo. Afegit al bípode estaven situats un volant de desplaçament i un de nivelació vreuada situats sota del mecanisme d'elevació. Una mira panoràmica estava muntada sobre el mecanisme de transversió per a fer petites correccions en el foc. També es podia utilitzar una linea en el tub del morter per a col·locarlo en posició.
El morter utilitzavaunició de 8 cm i que utilitzava munició de 3,5 kg (d'alt explosiu o de fum) amb un percutor de detonació. La distància operativa del morter podia ser ampliada afegint fins a 3 carregues addicionals per a obtenir més potència.

## Variants
El morter de 8 cm GrW 34/1 era una adaptació per a ser utilitzat com a morter autopropulsat. Una versió més lleugera i amb un canó més curt van començar a ser produïts, i es van anomenar kurzer 8 cm Granatwerfer 42.

## Armes de característiques, qualitats i any
- Brandt Mle 27/31: morter de disseny francés de la dècada de 1920 de calibre 81,4 mm (82 mm). Era el morter en el qual es van inspirar la gran majoria dels morters de la Segona Guerra Mundial.
- Ordnance ML 3 inch Mortar el equivalent britànic.
- Morter M1 el equivalent dels Estats Units d'Amèrica.